# Gries (Graz)
Der Bezirk Gries ist der 5. Stadtbezirk der steirischen Landeshauptstadt Graz.

## Lage
Er grenzt im Norden an den 4. Bezirk Lend (Grenze: Annenstraße, Eggenbergerstraße), im Osten an die Bezirke 1., Innere Stadt und 6., Jakomini (Grenze: Mur), im Süden an die Bezirke 7., Liebenau, 17., Puntigam (Grenze: Tiergartenweg, Herrgottwiesgasse, Lauzilgasse, Triester Straße, Hans-Groß-Gasse) und im Westen an die Bezirke 14., Eggenberg, 15., Wetzelsdorf und 16., Straßgang.

## Geschichte

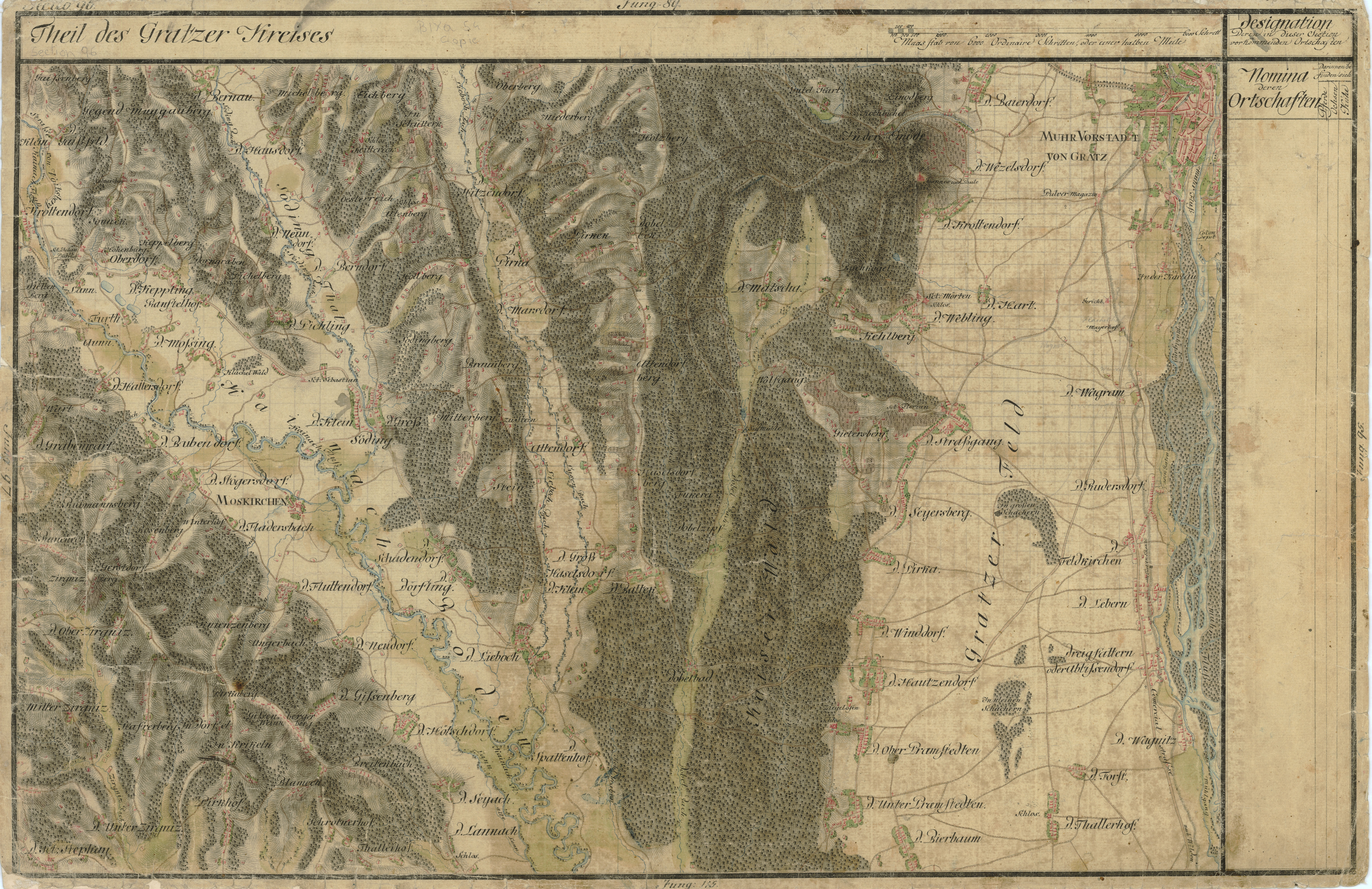
Murvorstadt, Karlau und Grazer Feld in der Josephinischen Landesaufnahme, um 1790

Der althochdeutsche Flurname Gries bezieht sich auf ein Kiesgeschiebe oder eine Flur mit grobem Sand, wie es in Uferstrecken der Mur häufig vorkommt. Durch seine exponierte, ungeschützte Lage vor den Stadtmauern und wegen der Hochwassergefahr wurde der Gries lange Zeit hindurch von Flößern, einfachen Handwerkern und Händlern als billiges Wohn- und Gewerbegebiet genützt. Erst im 17. Jahrhundert begann sich die feste Bebauung durchzusetzen. Der Bezirk hat seinen multikulturellen Charakter über die Jahrhunderte erhalten.
Bei den Novemberpogromen 1938, in Graz in der Nacht auf den 10. November, wurde die Synagoge am Grieskai von Nationalsozialisten niedergebrannt. An die Geschichte des Landesrabbiners David Herzog, der vom Mob durch die Straßen rund um die Synagoge geprügelt wurde, erinnert heute u. a. der David-Herzog-Platz vor der Synagoge.
Beim Novemberpogrom wurden etwa 300 Grazer Juden und Jüdinnen verhaftet und die meisten schon am 11. November 1938 in das KZ Dachau überstellt.
Am 21. Oktober 1998 beschlossen alle im Grazer Stadtparlament vertretenen Parteien einstimmig die Wiedererrichtung der Grazer Synagoge.

## Kultur
Die Galerie K5 der Kulturvereinigung Murvorstadt am Griesplatz war im Bezirk Gries jahrelang Anlaufstation für Kunstinteressierte und Künstler aus Graz und der Steiermark. Regelmäßige Ausstellungen trugen zum besonderen Flair des Platzes bei.
Am 24. September 2016 fand das erste Mal das Nachbarschaftsfest Grieskram statt, das ein alljährlicher Fixpunkt der Kunst-Kultur-Kulinarik-Szene des Bezirkes sein soll.
Der Club Wakuum (Verein zur Förderung junger Bands), seit 2013 in der Griesgasse 25 im 1. Stock ansässig, bietet jährlich über 150 Konzerte von popkulturellen Bands verschiedenster Genres.
Mit dem Schaumbad, freies Atelier, findet sich in der Puchstraße eine relativ neue Institution, die avantgardistischer Kunst einen Raum bietet.

### Sehenswürdigkeiten
Der stadteinwärtige Nordteil des Bezirks gehört zum UNESCO-Welterbe Stadt Graz – Historisches Zentrum und Schloss Eggenberg.
Bauwerke
- Altersheimkirche
- Welsche Kirche
- Bürgerspitalkirche
- Kirche Don Bosco
- Elisabethinenkirche
- Zentralfriedhofskirche
- Synagoge (Graz)
- Kirche St. Andrä
- Triestersiedlung, erbaut 1930 unter Bürgermeister Vinzenz Muchitsch. Bei der erstmals umfassenden Sanierung der aus den 1920er Jahren stammenden Gemeindebauten (mit Mietwohnungen) wurde an einer Stelle die weiße Bemalung mit „LSR“ und Pfeil schräg hinunter zu einem Kellerfenster an der Triester Straße – als wohl eine der allerletzten in Österreich – als denkmalgeschützt erhalten und nicht mit Wärmedämmung abgedeckt. Eine analoge Markierung an der Rückseite desselben Blocks im Westen zu Vinzenz-Muchitsch-Gasse hin lautete auf „NA“, wie Notausgang. „LSR“ war in dieser Art in den 1970er Jahren noch an einigen alten Wohnblöcken in Österreichs Städten zu lesen, manche der betroffenen Kellerfensteröffnungen waren zusätzlich mit einem 8 cm dicken, massiven, seitlich angeschlagenen Betonflügel verschlossen, was auf die Adaptierung des Kellerraums als Luftschutzraum bei Bombardierungen im Zweiten Weltkrieg hinweist. Die höher liegende Bemalung mit den bis zu 1 m langen Pfeilen und 30 cm hohen Lettern sollte wohl Suchmannschaften den Weg zu Eingeschlossenen weisen, wenn Häuser teilweise zu Schutthäufen aus Ziegeln und Holzbalken eingestürzt sind.

Im Bezirk liegt auch die Strafvollzugsanstalt Karlau (ehemaliges Schloss Karlau).

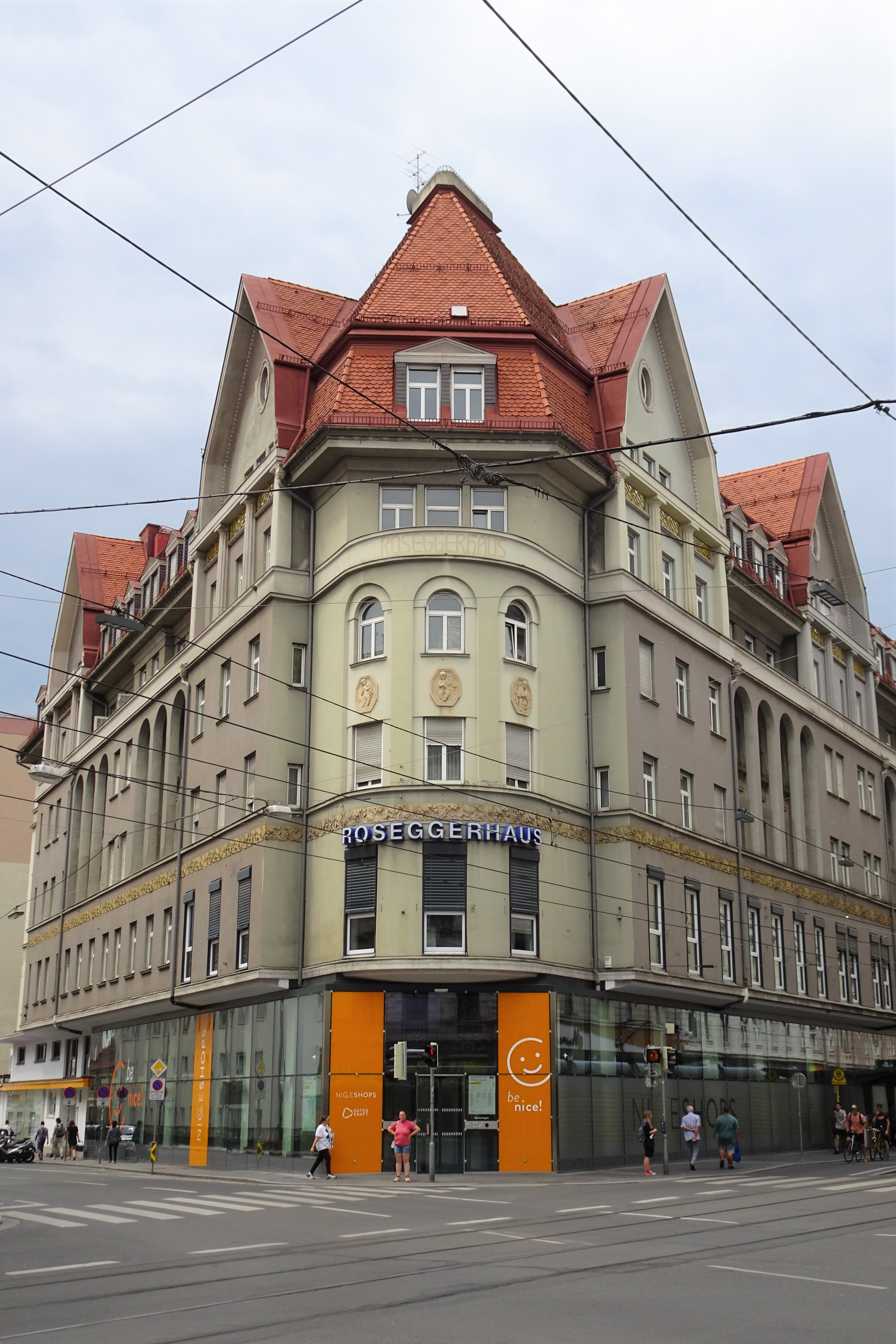
Das sog. Roseggerhaus in der Annenstraße
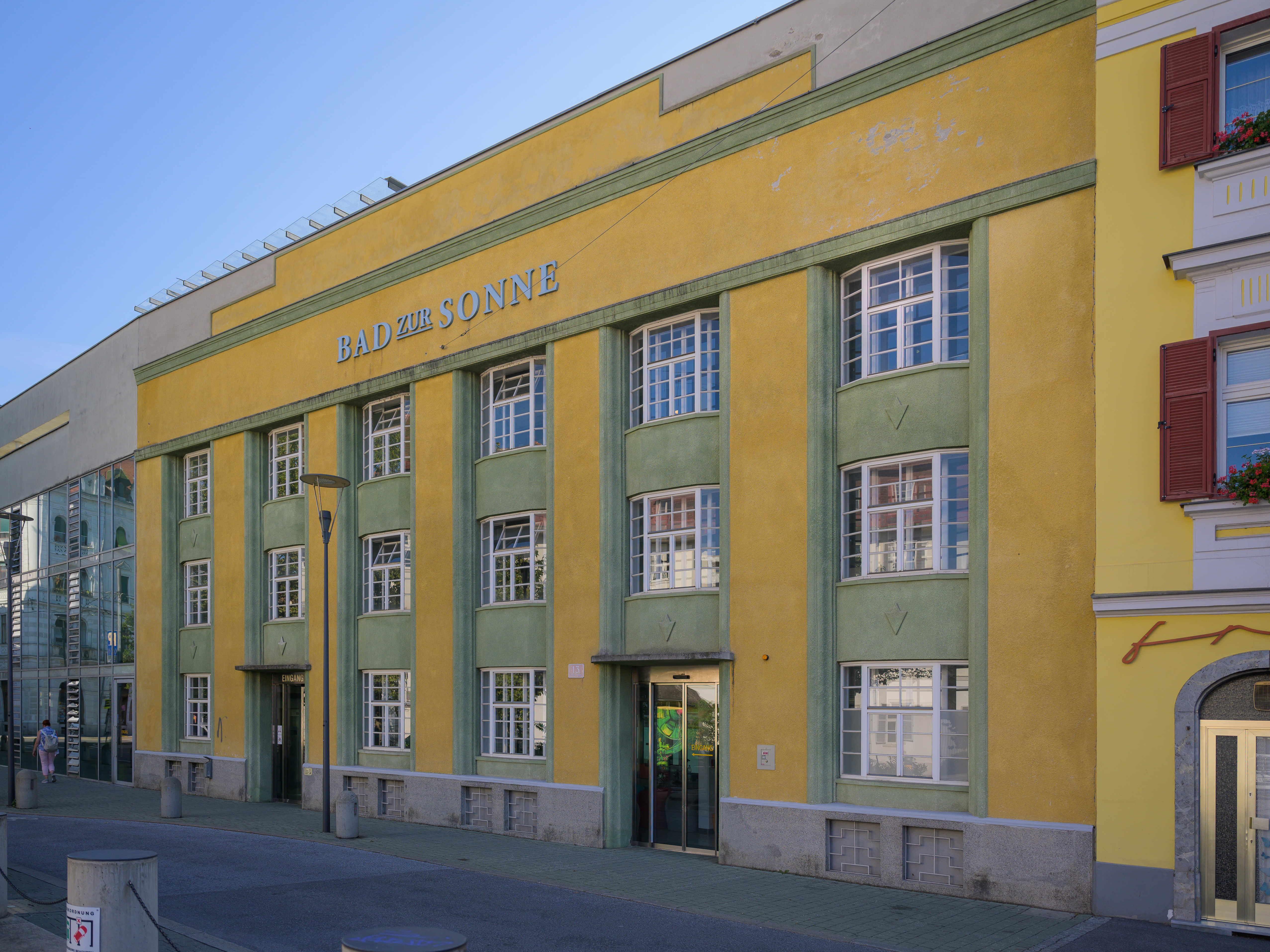
Bad zur Sonne
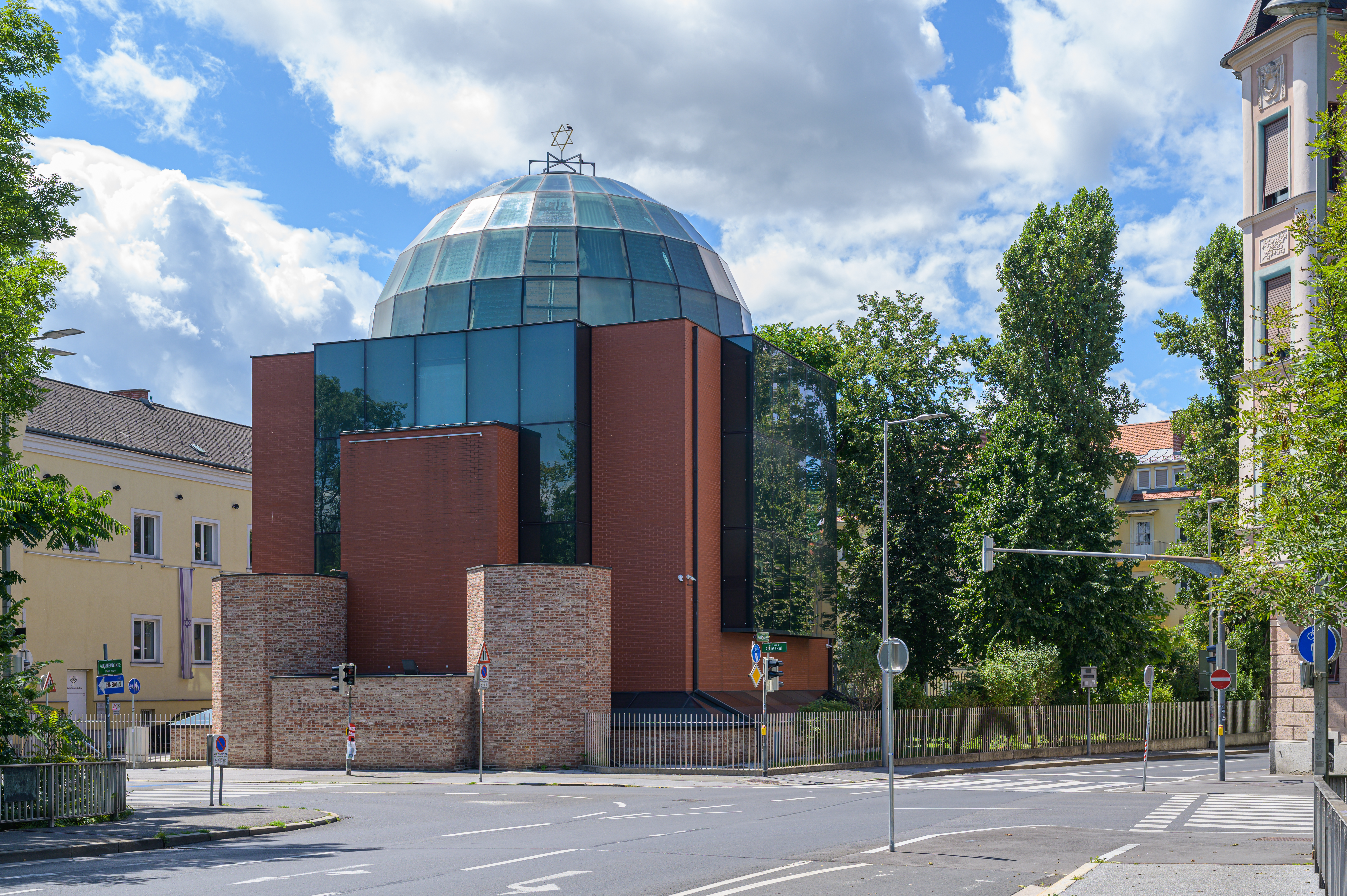
Synagoge
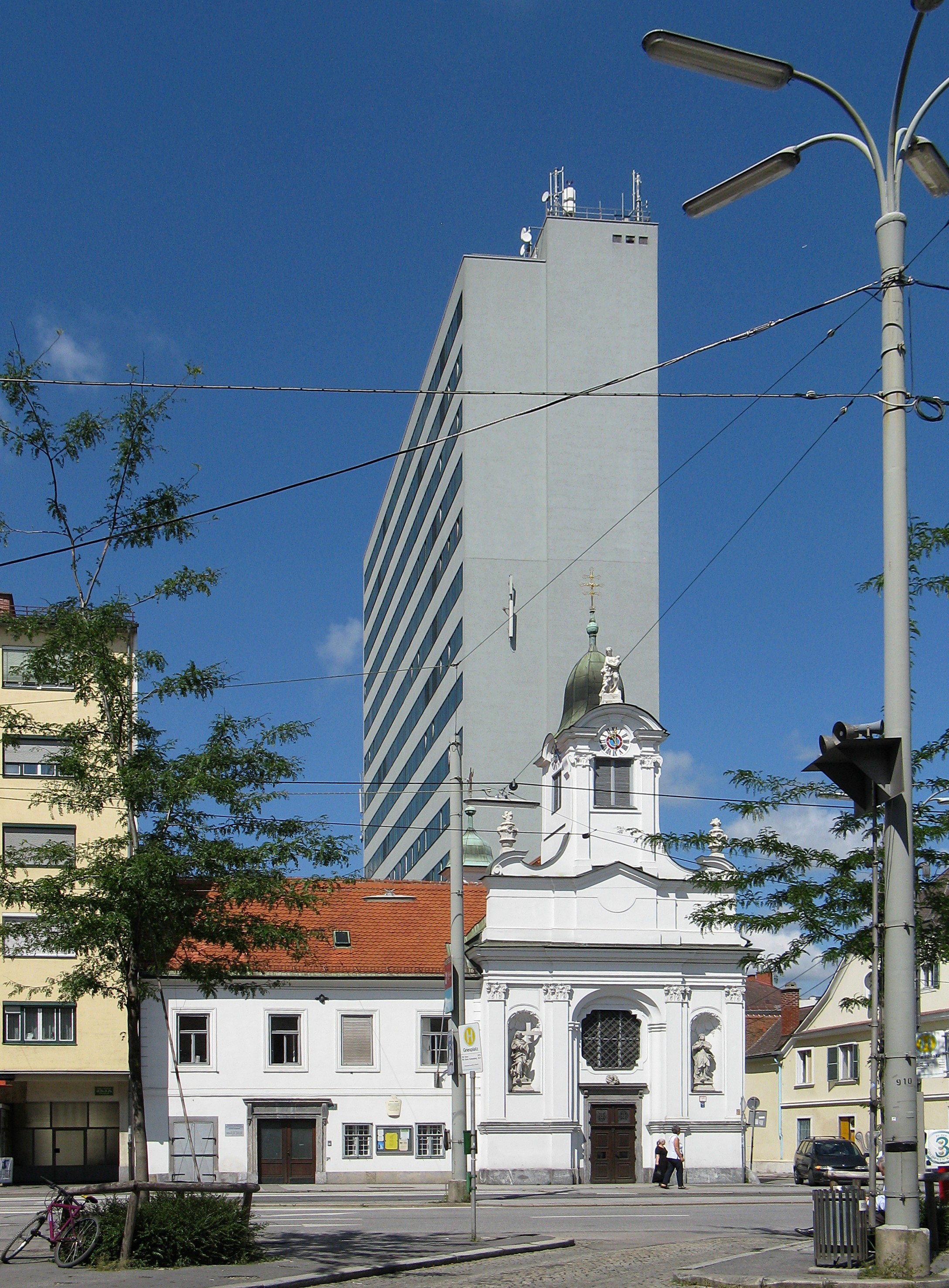
Welsche Kirche mit Telekom-Tower im Hintergrund
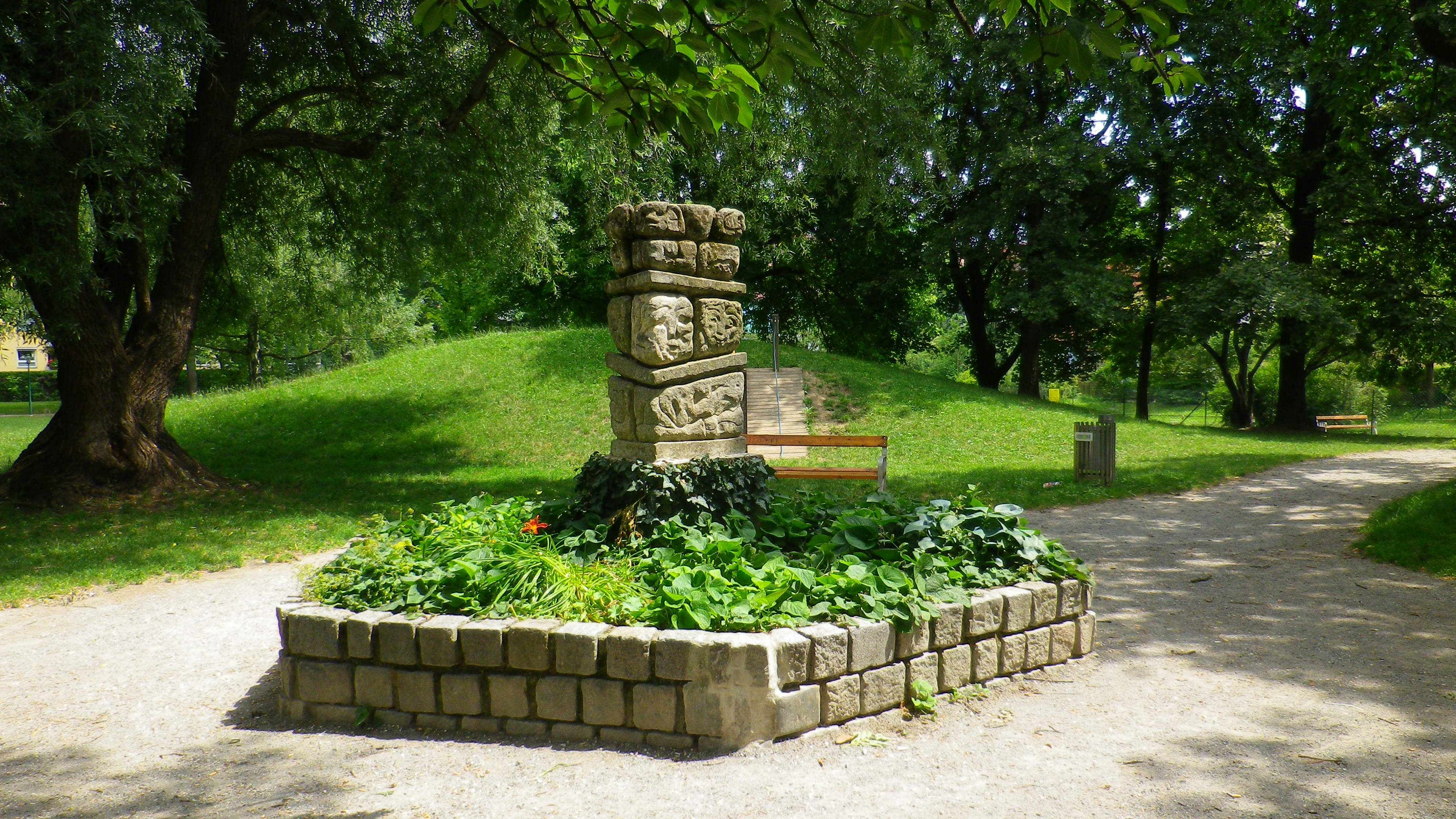
St. Johannes Park

Kunstwerke

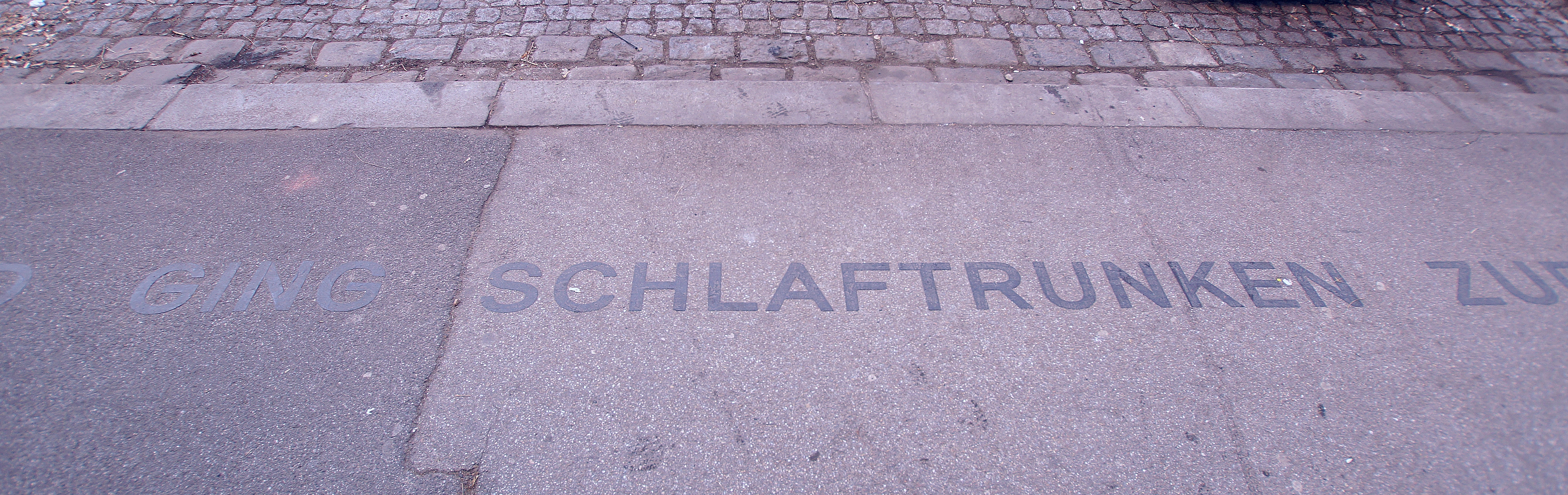
Ausschnitt aus dem Lauftext in der Radetzkystraße

- Lauftext-Mahnmal: 2013 gestaltete die bildende Künstlerin Catrin Bolt ein Schriftband, das sich vom Haus Radetzkystraße 8 im Bezirk Innere Stadt in einer Länge von 760 m über die Radetzkybrücke bis zur Synagoge zieht. Es erinnert an die Ereignisse der Reichskristallnacht 1938 und gibt den Augenzeugenbericht von David Herzog wieder. Die Strecke, entlang der der Text verläuft, entspricht dem Weg vom Wohnhaus Herzogs bis zur Synagoge, der in diesem Bericht beschrieben wird. Durch Bau- und Grabungsarbeiten wurde der Text teilweise zerstört, aber im Jahr 2021 komplett wiederhergestellt.[7][8]

## Verkehr
Das Zentrum des Bezirks ist der Griesplatz. Dieser ist ein zentraler Umsteigepunkt von städtischen Buslinien zu verschiedenen regionalen Buslinien in die West- und Südsteiermark.
Der Nahverkehrsknoten Don Bosco mit regionaler S-Bahn-Anbindung befindet sich am westlichen Rand des Bezirks Gries.
Mit dem Eggenberger Gürtel befindet sich auch die am meisten befahrene Straße in Graz zum Teil in Gries.

## Bildung
- Mittelschule St. Andrä, Pädagogischer Panther 2002[9]
- Johann Joseph Fux Konservatorium, Musikschule des Landes Steiermark
- BG Dreihackengasse
- BG / BRG Oeverseegasse
- Mittelschule Albert Schweitzer